# Рослебен
Рослебен (нім. Roßleben) — місто в Німеччині, розташоване в землі Тюрингія. Входить до складу району Киффгойзер.
Площа — 33,42 км2. Населення становить Невірний параметр metadata 16 065 061 ос. (станом на 31 грудня 2021).